# 드웨인 존슨
드웨인 더글러스 존슨(영어: Dwayne Douglas Johnson, 1972년 5월 2일 ~ )은 미국의 배우, 프로레슬링선수이다. WWE 시절 링네임이자 본인을 삼인칭화한 '더 락(The Rock)'으로도 널리 알려져 있다. 준수한 외모, 뛰어난 언변과 타고난 운동신경을 필두로 스티브 오스틴과 업계의 아이콘으로 애티튜드 시대를 대표했다.
별명으로 'The Great One', 'The People's Champion', 'The Most Electrifying Man in All Sports Entertainment', 'The Final Boss'가 있다.
더 락은 유명한 3세대 프로레슬러 집안으로써 젊은 시절 미식축구 선수로서 활약을 하였으나 부상으로 인해 은퇴 후 프로레슬러로 전향하여 WWE에 데뷔한다. 그는 스포츠 엔터테인먼트 사상 가장 전율을 흐르게 하는 사나이라는 별명답게 선역에서부터 악역까지 모든 역할을 완벽히 소화하며 브록 레스너(25세 1개월 13일)와 요코주나(26세 6개월 2일) 다음으로 어린 나이에 WWE 챔피언(26세 6개월 13일)에 등극한 선수가 되었다. 그 후 2001년 미이라2 2002년 스콜피온 킹에서 배우로서의 가능성을 인정받아 2003년 웰컴 투 더 정글을 시작으로 본격적인 배우로서의 입지를 쌓아가며 2007년 게임 페인의 흥행과 함께 지금까지 할리우드 A급 탑스타로서의 명성을 펼치고 있다. 키는 195.5cm(6 ft 5 in)에다가 몸무게는 117.9kg(259 lb)나간다. 피니쉬는 점핑 백 엘보우 스매쉬, 크로스 암브레이커, 크로스페이스, 리버스 에스티오, 런닝 숄더브레이커, 풀 넬슨, 마이비아 슬램(싯아웃 바디 슬램 파일드라이버), 락 바텀(리프팅 사이드 슬램), 피플스 엘보우/코퍼렛 엘보우(런닝 딜레이 엘보우 드롭)으로 지금은 크로스 암브레이커, 락 바텀(리프팅 사이드 슬램), 피플스 엘보우/코퍼렛 엘보우(런닝 딜레이 엘보우 드롭)으로 사용을 한다. 엄청난 강력한 근육질이 특징이다.
그의 순자산은 3억 2천만 달러이며 이는 WWE 프로레슬러 재산 순위 중 WWE의 기업가인 빈스 맥마흔을 제외하면 1위이다. 테드 디비아시가 갑부 기믹인 것과 대조되게 드웨인 존슨은 실제로 갑부이다. 이는 WWE에서 프로레슬러로서의 드웨인 존슨과 할리우드에서 영화배우로서의 드웨인 존슨이 둘 다 최정상급이기 때문에 가능한 것이다.

드웨인 존슨의 서명

## 유행어
- IF you smell ~ what the rock is cookin! " 더 락의 힘을 느낄 수 있겠나 "
- Know your role and shut your mouth! " 니 주제를 알고 입 닥쳐라 "
- Just bring it! " 일단 덤벼라 "
- Finally The Rock has come back to (도시이름)! " 드디어 더 락이 (도시) 에 돌아왔다 "
- Millions And (Millions) Of The Rock'S fan " 더 락의 팬들을 가리키는 말 "
- It doesn't Matter What your Name (think) is!! " 너의 이름(생각)이 뭐든 간에 상관없어 "
- Who in the Blue hell are you? " 그런데 도대체 넌 누구냐? "
- Kick your candy ass! " 너의 XXX를 걷어차주겠다! "
- One on One with the Great One !! " 위대한 자 "
- layeth the smackdown ! " 때려 눕혀주마 "
- All Chant the Rock's name ...(Rocky! Rocky!) " 모두가 락의 이름을 외치고 있군 (락키! 락키!)"
- How about PoonTang Pie ?? " 더락과 함께 밤을 보내는 것이 어떤가? "
- Going to Turn it side ways and Stick it straight up your Candy-Ass !! "그것을 반대로 뒤집어서, 그대로 네 엉덩이에 #####!!"
- No nonononononono no ! " 아니아니아니아니아니 아니야! "
- and the rock means never! " 그리고 락의 의미는 결코! "
- whoa whoa whoa whoa whoa whoa whoa! whoa! " 워워워워워워워! 워! "
- Rock Says " 락이 말하길 "

## 프로레슬러 데뷔
더 락은 3세대 프로레슬러로써 그의 아버지와 할아버지는 모두 유명한 레슬러였다. 고등학교와 대학시절엔 촉망받는 풋볼 유망주로서 수 많은 대학 1군팀으로부터 영입 제의를 받았다.
그는 전액 장학금을 받고 마이애미 대학교에 입학을 하였으며 1991년 마이애미 허리케인즈 1군에 입단까지 하였지만 부상에게 발목이 잡혀 다른 선수에게 자리를 넘겨주게 된다 그 후 1995년 범죄학과 생리학 일반 교양 학사 학위를 따고 졸업을
하였으며 부상으로 망가진 더 락에게 관심을 보이는 NFL팀이 없자 하는 수 없이 캐나다로 건너가 NFL의 2부격인 CFL에서 활약을 하게 된다. 하지만 거기서의 보람을 찾지 못한 더 락은 프로레슬링 쪽으로 방향을 돌리게 되고 아버지인 락키 존슨
의 집중적인 훈련을 받아 프로 레슬링의 기초를 탄탄히 다지게 된다 그 후 베테랑 레슬러인 팻 패터슨의 추천을 받아 여러번의 WWE 트라이 아웃 매치를 치뤗고 거기서 브루클린 브롤러를 꺾었으며 오웬 하트나 크리스 캔디도를 상대로 패배하기도 하였다 그는 제리 롤러의 USWA라는 단체에서 바트 소이어와 함께 두차레 태그팀 챔피언까지 오른 후에야 마침내 WWE 계약서에 사인을 받는데 성공을 했다 그 후 마크 헨리와 탐 프리처드 밑에서 추가적인 훈련을 받으며 훗날 사람들에게 전율을 흐르게 하기 위한 만발의 준비를 하기 시작했다.

## 프로레슬러 암흑기
13살 적부터 언젠가는 사람들에게 다가갈 수 있는 위치에 서서 변화를 불어넣는 사람이 되겠다고 확신하며 살아온 더 락은 1996년 11월 17일 아버지인 락키 존슨과 할아버지인 하이 치프 피터 마이비아가 출연했던 경기장인 메디슨 스퀘어 가든 서바이버 시리즈에서 아버지 이름인 록키와 할아버지의 성인 마이비아를 합쳐서락키 록키 마이비아라는 이름으로 데뷔를 한다. 그는 서바이버 시리즈에서 골더스트와 크러쉬를 제거하며 최후까지 살아남는 모습을 보여주게 되고 그 후 3개월 만에 인터콘티넨탈 챔피언까지 오르게 되는 저력을 보여주게 된다 하지만 단기간에 엄청난 푸시를 받는 락키 마이비아에 모습에 팬들은 "락키 죽어라!" "Rocky suck" "Shamrock is real Rock"(이는 더락의 당시 대립상대가 켄 샴락이었기 때문에 받은 야유인데 팬들은 더락이 링네임에 락이라는 단어를 쓰는 것 조차 역겨워 했다는 뜻이다)라는 챈트를 보내며 거부감을 보여주게 되고 설상가상 부상까지 입게된다.

## 프로레슬러 비상
1997년 8월 11일 부상으로서의 공백기로부터 컴백한 더락은 파룩의 승리를 도와 줌으로써 네이션 오브 도미네이션이라는 악역 스테이블에 가입을 하게 되며 이름도 락키 마이비아에서 더 락으로 바꾸게 된다 거기서 부터의 본격적인 포텐이 터지게된다. 엄청난 마이크웤과 운동신경으로 수많은 야유와 함께 점차 팬들이 인정을 하기 시작을 하고 1998년 3월 29일 한 인터뷰에서 역사에 남을 유행어 " 더 락이 요리하는 냄새를 맡을 수 있는가? "를 탄생시키게 된다 그 후 켄 솀락과 케인등 수 많은 선수들과의 퓨드로 팬들의 인정을 받기 시작했으며 결국 네이션 오브 도미네이션의 리더까지 차지하게 된다. 그 후 D-제너레이션 X의 트리플 H와의 퓨드를 가지면서
래더 매치 이후 완벽한 차세대 메인으로서 인정을 받으며 수많은 사람들의 환호와 연호를 듣게된다.

## 프로레슬러 아이콘

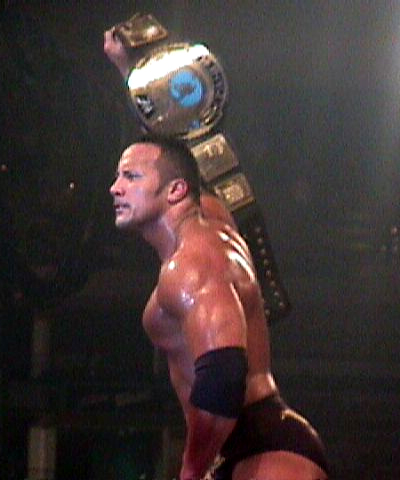
2000년 WWF 챔피언, 더 락

팬들의 수 많은 사랑을 받은 더 락은 1998년 서바이버 시리즈에서 공석 상태로 있던 WWE 타이틀을 두고 믹 폴리, 빅 보스 맨, 켄 샴락, 언더테이커를 모두 물리치며 빈스 맥맨의 코퍼레이션과의 은밀한 연합 관계를 맺으면서
WWE 챔피언에 등극! 완벽한 메인 이벤터로서 발돋움하게 된다. 그 후 1999년 로얄 럼블, 인 유어 하우스같은 PPV에서 믹 폴리와의 수 많은 명경기를 탄생시켰으며 오스틴과의 퓨드를 통해 비록 패배하였지만 본격적인 역사에 남을 라이벌전을 시작하게 된다. 거기다 폭발적인 환호를 듣게 되면서 연속된 패배를 빌미로 코퍼레이션에 쫓겨나면서 자연스런 선역 전환 그 후 톱클래스에 선역으로 우뚝서게된다. 또한 1999년 9월 29일 더 락의 생일 파티 세그먼트는 WWE 역사상 최고의 시청률을 기록하였으며 2000년 1월 23일 로얄 럼블에서는 24번으로 등장해 우승까지 거머쥐며 대세는 이미 더 락이다 라는것을 확실하게 입증하게 된다. 그 후 나올때마다 엄청난 환호와 챈트를 들으며 경이로운 수준의 마이크웤과 경기운영을 선보이고 D-제너레이션 X, 트리플 H, 빅 쇼, 리키쉬, 언더테이커, 커트 앵글, 크리스찬, 에지, 케인등 수 많은 선수와 싸우며 항상 재미난 경기로 자신의 진과를 충분히 발휘했으며 레슬매니아17에서는 오스틴의 턴힐과 함께 역사에 남을 명경기를 뽑아내었다. 2001년에는 트리쉬 스트래터스와의 연인으로서 활동도 했으며 WCW와 ECW가 각본상 WWE에 침투함으로써 연합군인 얼라이언스에 대항하는 팀 WWE에 리더이자 피플스 챔피언으로서 부커 T, 크리스 제리코, 에디 게레로, 크리스 벤와, RVD, 라이노, 더들리 보이즈 등등 수많은 선수와 대립을 가지며 맹활약을 하게 된다. 그 후 WCW의 최고의 스테이블이었던 NWO와의 대립을 통해 2002년 3월 17일 레슬매니아 18에서는 헐크 호건과의 아이콘 VS 아이콘으로서 역사에 남을 장면이자 꿈의 매치를 만들게 되었고 그 후 첫 주연배우로서 최고의 게런티를 받으며 영화 스콜피온 킹까지 역대 WWE소속의 슈퍼스타로서 전례가 없을 정도로 대박을 치게된다. 그 후 영화 촬영으로 몇개월 동안의 공백기를 가졌던 더 락은 엄청난 환호를 받으며 2002년 여름 컴백을 하게 되었고 7월 벤젼스에서는 커트 앵글과 언더테이커를 상대로 명경기를 만들어 내면서 WWE 통합챔피언에까지 오르게 되었다. 하지만 한 달후 섬머 슬램에서 브록레스너라는 초신성한테 명경기 끝에 타이틀을 넘겨주게 된 더 락은 2003년 자신의 현 상황을 기가막히게 살린 할리우드기믹이라는 악역으로서 돌아오게 된다. 그 후 경이로울 정도의 마이크 워크로 헐크 호건, 오스틴, 골드버그같은 내노라하는 초 슈퍼스타와의 대립을 가진 후 사실상 현역선수로서는 커리어를 마치게 된다. 그 후 2004년 위기에 빠진 믹 폴리와의 팀을 이뤄 락앤싹커넥션으로서 에볼루션과의 일회성 매치를 치른 후 정확히 7년이 흐른 2011년 2월 14일 레슬매니아를 앞두고 쇼 호스트로서 대망의 컴백을 하게 되었으며 레전드 기믹으로서 어썸 트루스, 존 시나, CM 펑크와의 대결을 통해 GREAT ONE으로서 실제로 WWE에 엄청난 흥행을 몰고 와주고 있다.

## 영화배우로서의 행보

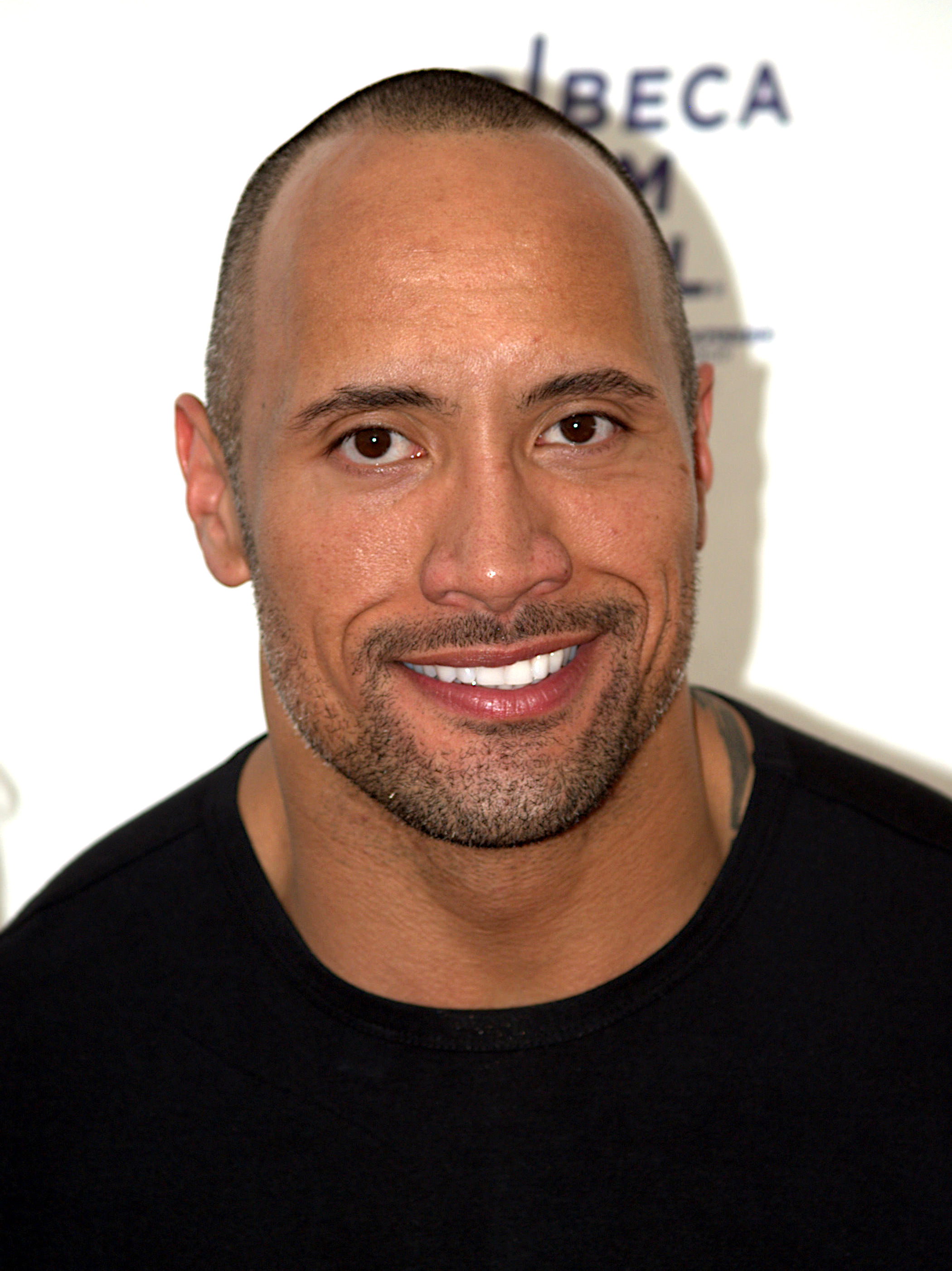
2009년 4월 트라이베카 영화제에서 드웨인 존슨

우연찮게 찾아온 미이라 2의 직접적인 섭외로 인해 후반부 CG로써 출연한게 드웨인 존슨으로서의 배우 생활의 시발점이었다. 그 영화에 대박으로 인해 스콜피온 킹에 첫 주연을 따내게 되었고 첫 주연배우로서는 최고의 게런티를 따내며 흥행면에서 대성공을 거두게 되었다. 그 후 웰컴 투 더 정글을 통해서 프로레슬러에서 본격적인 영화배우로서의 길로 들어서게 되었다. 워킹 톨,쿨!에서에 흥행으로 인해 더욱 더 박차를 가하게 되지만 둠, 사우스랜드 테일의 영화가 흥행에서 참패를 당함으로써 더 락의 배우로서의 행보의 적신호가 켜지게 된다.
하지만 액션 배우에서 노선을 살짝 틀어 코미디 가족영화로도 손길을 뻗었고 그 결과는 그에게 있어 제2의 전성기를 펼치게 만드는 결과가 되었다. 게임 플랜이 박스오피스 2주 1위를 달성함으로써 예산 2200만 달러를 들어 박스 오피스 1억 5천만 달러 그야말로 대박을 치고 만 것이다. 그 후 더 락이라는 이름에서 드웨인 '더 락' 존슨으로 개명을 하게 되었고 겟 스마트,윗치 마운틴, 플래닛 51, 미스터 이빨요정, 디 아더 가이스 등 출연하는 영화들 마다 모두 1억 달러를 넘는 흥행을 기록하면서 명실공히 A급 톱스타로서 발돋음 하게 된다.
현재 더 락 역사상 최고의 흥행작 분노의 질주 시리즈에 주연으로서 등장하게 되고 각각 6억 달러, 8억 달러의 월드 와이드를 기록함으로써 세계적인 배우로서 우뚝서게 되었다. 또한 잃어버린 세계를 찾아서2 3억 달러, 지 아이조2 1억 8천 달러 등을 기록하며 할리우드 배우로서 내노라하는 주연 배우들을 제치고 2013년 가장 높은 흥행 수입을 기록한 1위의 배우가 되었다. 2017년에도 드웨인 존슨의 개런티는 헐리우드 전체에서 10위 이내에 들어가며 톰 크루즈, 레오나르도 디카프리오 등의 쟁쟁한 스타들보다도 개런티가 더 높다.

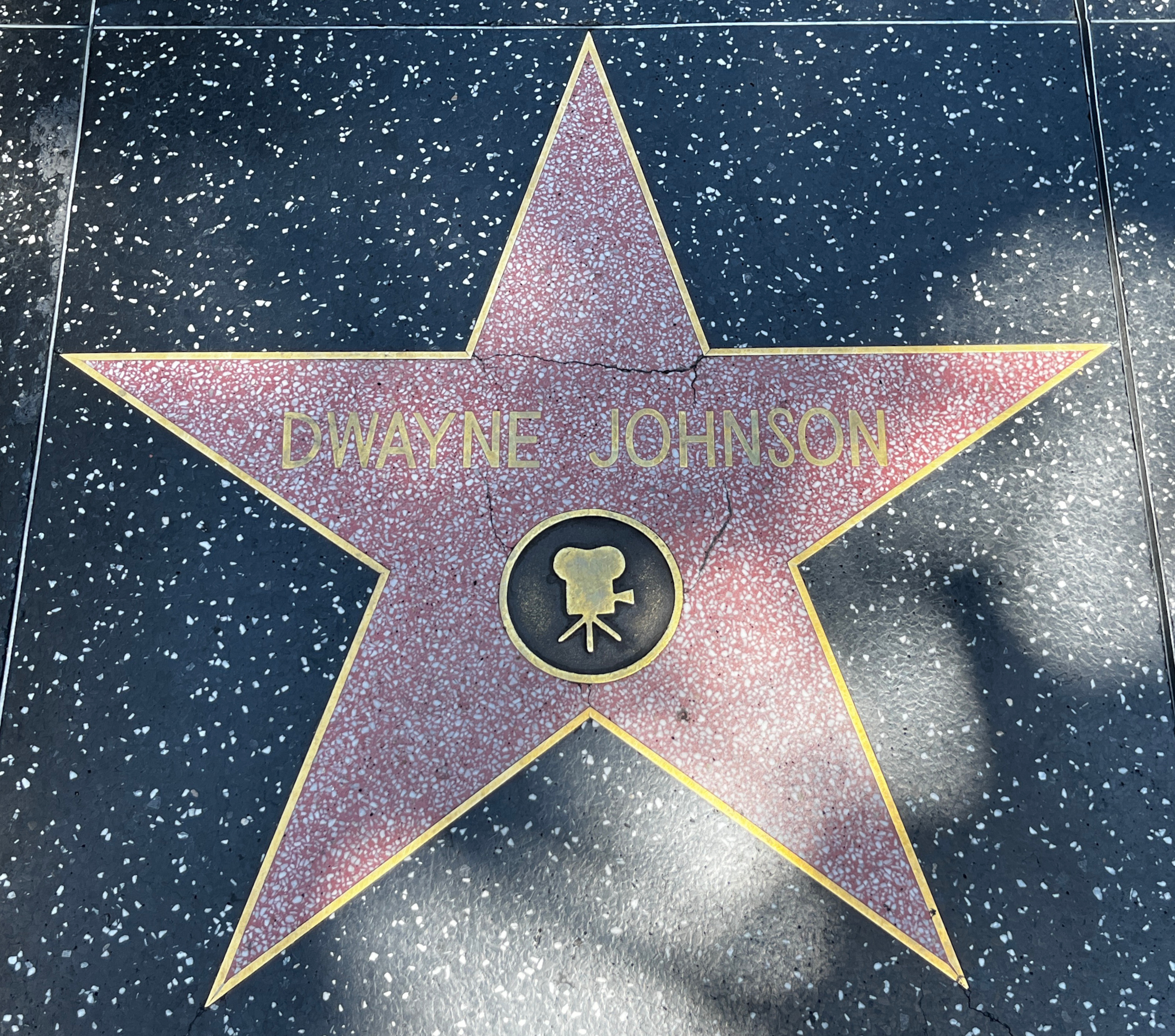
할리우드 명예의 거리에 새겨진 드웨인 존슨의 별, 2022년 7월

또한 드웨인 존슨은 헐리우드 영화산업에 아주 중요한 배우로 자리잡고 있는데 그 이유 중 하나가 아널드 슈워제네거의 계보를 잇는 근육질 배우라는 점이다. 드웨인 존슨은 이미 아널드 슈워제네거, 실베스타 스탤론의 뒤를 잇는 대표적인 근육질 배우로 자리잡았다. 일각에서는 드웨인 존슨에게 근육을 모두 제거하고 말끔한 이미지의 배우가 되면 대성할 수 있다고 하여 그에게 계속 근육을 제거하길 권유했으나 드웨인 존슨은 "나는 언제든지 링에 올라갈 준비가 되어 있어야만 한다"는 말을 하면서 근육을 유지하길 고집하고 있다. 2021년 드웨인 존슨은 차기 제임스 본드 배우가 되고 싶다고 발표했다. 더군다나 드웨인 존슨이 아널드 슈워제네거나 실베스타 스탤론보다 더 인기가 좋은 이유는 얼굴 때문인데 게르만 특유의 각진 얼굴을 한 아널드 슈워제네거나 안면장애로 얼굴이 삭은 실베스타 스탤론과는 달리 드웨인 존슨은 굉장한 미남에 목소리도 매우 근사하기 때문이다.

## 정치 활동
2017년 미국에서는 드웨인 존슨을 2020년에 열리는 대통령 선거에 후보로 출마시키는 캠페인을 벌였으며 여론조사에서 도널드 트럼프를 앞지르기도 했다.

## 개인 생활
2020년 9월, COVID-19 대유행 속에서, 존슨은 자신과 그의 아내, 그리고 그들의 두 딸이 모두 COVID-19에 양성 반응을 보였고 그 이후로 회복되었다고 밝혔다. 그는 그들이 가족 친구들과 접촉한 후에 이 병에 걸렸다고 말했다.

## 출연작

### 영화
- 2001년 미이라 2 - 마테유스 스콜피온 킹 역
- 2002년 스콜피온 킹
- 2003년 웰컴 투 더 정글
- 2004년 워킹톨
- 2005년 쿨!
- 2005년 둠
- 2006년 스파이 헌터
- 2006년 사우스랜드 테일즈
- 2006년 그리다이언 갱
- 2007년 게임 플랜
- 2008년 겟 스마트 - 에이전트 23 역
- 2009년 플래닛 51
- 2009년 레이스 투 윗치 마운틴
- 2010년 디 아더 가이스
- 2010년 미스터 이빨요정
- 2010년 유 어 게인
- 2010년 복수자 - 드라이버 역
- 2011년 분노의 질주: 언리미티드 - 루크 홉스 역
- 2012년 잃어버린 세계를 찾아서 2: 신비의 섬 - 행크 파슨스 역
- 2013년 지아이조2 - 로드블럭 역
- 2013년 페인 앤 게인
- 2013년 분노의 질주: 더 맥시멈 - 루크 홉스 역
- 2013년 엠파이어 스테이트
- 2013년 스니치
- 2014년 허큘리스 - 허큘리스 역
- 2014년 볼러스
- 2015년 샌 안드레아스
- 2015년 분노의 질주: 더 세븐 - 루크 홉스 역
- 2016년 모아나 - 마우이 역 ( 목소리 )
- 2016년 센트럴 인텔리전스 - 밥 스톤 역
- 2017년 분노의 질주: 더 익스트림 - 루크 홉스 역
- 2018년 쥬만지: 새로운 세계
- 2018년 램페이지
- 2018년 스카이스크래퍼
- 2018년 파이팅 위드 마이 패밀리
- 2019년 분노의 질주: 홉스 & 쇼 - 제작자, 루크 홉스 역
- 2019년 쥬만지: 넥스트 레벨 - 닥터 브레이브스톤 역
- 2021년 정글 크루즈 - 프랭크 볼프 역
- 2021년 레드 노티스 - 존 하틀리 역
- 2022년 블랙 아담 - 블랙 아담 역
- 2022년 DC 리그 오브 슈퍼-펫 - 크립토 역 (목소리)
- 2023년 분노의 질주: 라이드 오어 다이 - 루크 홉스 역
- 2024년 레드 원 - 캘럼 역
- 2024년 모아나 2 - 마우이 역 ( 목소리 )
- 2025년 더 스매싱 머신 - 마크 커 역
- 2026년 모아나 - 마우이 역

### 드라마
- 2015-19년 볼러스 - 스펜서 스트래스모어 역

## 음반
- 2010년 The Gospel Jazz Evolution Volume 1

## 수상
- 매치 오브 더 이열 (1999) vs 맨카인드 인 안 "아이 큇 매치" 엑트 로얄 럼블 1999
- 매치 오브 더 이열 (2002) vs 할리우드 헐크 호건 엑트 레슬매니아 18
- 모스트 파펼러 레슬러 오브 더 이열 (1999, 2000)
- 레슬러 오브 더 이열 (2000)
- 랭크드 넘버 2 오브 더 탑 500 싱글즈 레슬링 인 더 PWI 500 인 2000
- USWA 월드 태그팀 챔피언 (2회) - 바트 소이어
- 베스트 박스 오퍼스 드로 (2000, 2011, 2012)
- 베스트 기믹 (1999)
- 베스트 안 인터뷰 (1999, 2000)
- 모스트 케어리즈매틱 (1999-2002, 2011, 2012)
- 모스트 임프루브드 (1998)
- 레슬링 옵저버 누즐레터 홀 오브 페임 (2007)
- WCW 챔피언 (2회)
- WWE 챔피언 (8회)
- WWF 인터콘티넨탈 챔피언 (2회)
- WWF 월드 태그팀 챔피언 (5회) - 맨카인드 (3회), 언더테이커 (1회), 크리스 제리코 (1회)
- 로얄럼블 (2000년)
- 식스 트리플 크라운 챔피언
- 데들리 게임즈 WWF 챔피언쉽 토너먼트 (1998)
- 슬리미 어워즈 (9회)
  - 베스트 엑터 (2014)
  - 게임 체인저 오브 더 이열 (2011) - 존 시나
  - 게스 후즈 백 오어: 리턴 오브 더 이열 (2011)
  - 엘오엘 모우먼트 오브 더 이열 (2012, 2013) - 인설팅 존 시나 유징 더 히스터리 오브 보스턴 매사추세스 락 칸서트 안 더 20일 애너버서리 에피소드 오브 로우
  - 매치 오브 더 이열 (2013) - vs 존 시나 포어 더 WWE 챔피언쉽 엑트 레슬매니아 29
  - 뉴 센세이션 (1997)
  - "텔 미 유 디던트 저스트 세이 댓" 인설트 오브 더 이열 (2014) - 인설팅 루세프 언드 라나
  - "디스 이즈 어썸" 모우먼트 오브 더 이열 (2015) - 론다 로우지
  - 트래쉬 토커 오브 더 이열 (2024)

## Professional wrestling highlights
- Finishing moves
  - Cross armbreaker - 1997-present
  - Crossface - 1996-1997
  - Full nelson - 1995-1996
  - Jumping back elbow smash - 1995-1996
  - Maivia Slam (Sitout body slam piledriver) - 1996-1997
  - People's Elbow / Corporate Elbow (Running delayed elbow drop to the opponent's chest often preceded by a Rock Bottom or a Spinebuster) - 1997-present
  - Rock Bottom (Lifting side slam) 1997-present
  - Reverse STO - 1995-1996
  - Running shoulderbreaker 1996-1997
- Signature moves
  - Body slam
  - Bridging fisherman suplex
  - Delayed vertical Suplex
  - Diving crossbody
  - Falling DDT
  - Float-over DDT
  - Float-over neckbreaker
  - Kip-up
  - Multiple punch
  - Samoan drop
  - Running neckbreaker
  - Running thrust lariat
  - Snap flowing DDT
  - Snap overhead belly to belly suplex
  - Spinebuster
  - Short arm lariat
- Managers
  - Debra
  - Mark Henry
  - Shane McMahon
  - Vince McMahon
- Nicknames
  - "Rocky"
  - "The Brahma Bull"
  - "The Corporate Champion"
  - "The Great One"
  - "The Most Electrifying Man in All of Entertainment"
  - "The Most Electrifying Man in Sports Entertainment"
  - "The People's Champion"
- Entrance themes
  - "Destiny" by Jim Johnston (WWF; 1996-1997)
  - "Power" by Jim Johnston (WWF; 1997-1998; used as a member of the Nation of Domination)
  - "You Smell It?" by Jim Johnston (WWF; 1998)
  - "The Rock Says" by Jim Johnston (WWF; 1998)
  - "Do You Smell It?" by Jim Johnston (WWF; 1998-1999)
  - "Know Your Role" by Jim Johnston (1999-2001; 2004-2011; 2019)
  - "If You Smell..." by Jim Johnston (WWF/WWE; 2001-2003)
  - "Is Cookin" by Jim Johnston (WWE; 2003-2004)
  - "Electrifying" by Jim Johnston (WWE; 2011-2024)
  - "Is Cooking" by Jim Johnston (WWE; 2024-present)

## 평가
전성기때의 "더 락"은 흥행성, 상품성, 티켓파워, 경기운영, 테크닉, 외모, 체격, 카리스마, 쇼맨쉽, 마이크웤, 각본수행력, 연기, 멘탈, 젊은 나이, 자기관리 등 모든 면에서 완벽체에 가까운 선수였으며 프로레슬링과 영화배우로서 모두 탑을 찍은 전무후무한 케이스가 되었다.

## 가족
WWE 디바 중 타미나 스누카는 드웨인 존슨의 먼 친척 동생이며 나이아 잭스는 드웨인 존슨의 친척이다.
장녀 시몬 알렉산드라 존슨이 2022년 FIFA 월드컵 직전에 WWE 프로레슬러로 데뷔했으며, 링네임은 에이바 레인이다. 시몬 알렉산드라 존슨은 아버지를 닮아 키 178cm로 덩치가 크고 체격이 건장하다.

## 기타
- 만 15살 때 이미 180cm대 중반의 장신이었으며 선천적으로 또래의 아이들보다 근육이 훨씬 많이 붙어 있는 체형이라서 어렸을때부터 싸움을 엄청나게 잘했다. 실제로도 WWE 내부에서 싸움실력 10위권 안에 들 정도로 싸움을 잘 한다.
- WWE 내부에서는 서로 대립하는 기믹인 트리플 H는 실제로는 드웨인 존슨의 절친한 친구 사이이다.